# Bok de Korver
Johannes Marius de Korver, dit Bok de Korver, né le 27 janvier 1883 et mort le 22 octobre 1957 à Rotterdam, est un footballeur international néerlandais, qui évoluait au poste de défenseur au Sparta Rotterdam.

## Biographie
De Korver reçoit trente-et-une sélections en équipe des Pays-Bas entre 1905 et 1913, inscrivant deux buts. 
Il joue son premier match en équipe nationale le 30 avril 1905, contre la Belgique (victoire 1-4 à Anvers). Il inscrit son premier but le 14 mai 1905, contre cette même équipe (victoire 4-0 à Rotterdam). Il marque son second but le 29 mars 1908, encore contre la Belgique (victoire 1-4 à Anvers).
Il participe avec la sélection néerlandaise aux Jeux olympiques d'été de 1908, puis aux Jeux olympiques d'été de 1912. Lors du tournoi olympique de 1908, il joue deux matchs, contre l'Angleterre et la Suède. Lors du tournoi de 1912, il ne joue qu'un seul match, contre la Suède. À chaque fois, il remporte la médaille de bronze avec les Pays-Bas.
À quinze reprises, il officie comme capitaine de l'équipe des Pays-Bas. Il reçoit sa dernière sélection le 15 novembre 1913, contre l'Angleterre (défaite 2-1 à Kingston-upon-Hull).
Joueur du Sparta Rotterdam pendant une vingtaine d'années, il remporte avec ce club cinq titres de champion des Pays-Bas .

## Carrière
- 1902-1923 : Sparta Rotterdam  Pays-Bas

## Palmarès

### En équipe nationale
- 31 sélections et 1 but avec l'équipe des Pays-Bas entre 1905 et 1913.
- Médaille de bronze aux Jeux olympiques de 1908 et de 1912.

### Avec le Sparta Rotterdam
- Vainqueur du championnat des Pays-Bas en 1909, 1911, 1912, 1913 et 1915.